# Piz Gloria

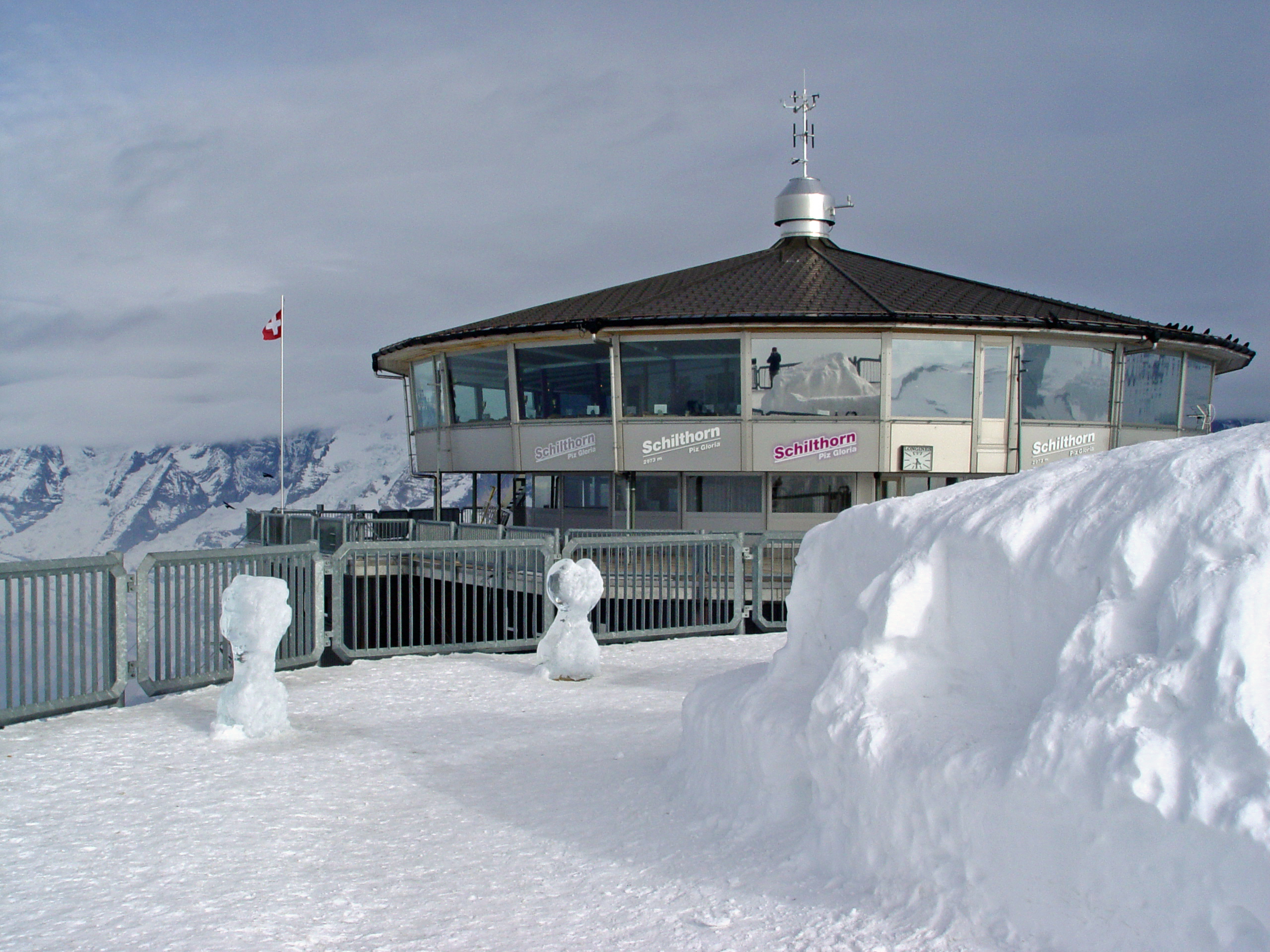
Piz Gloria w 2007

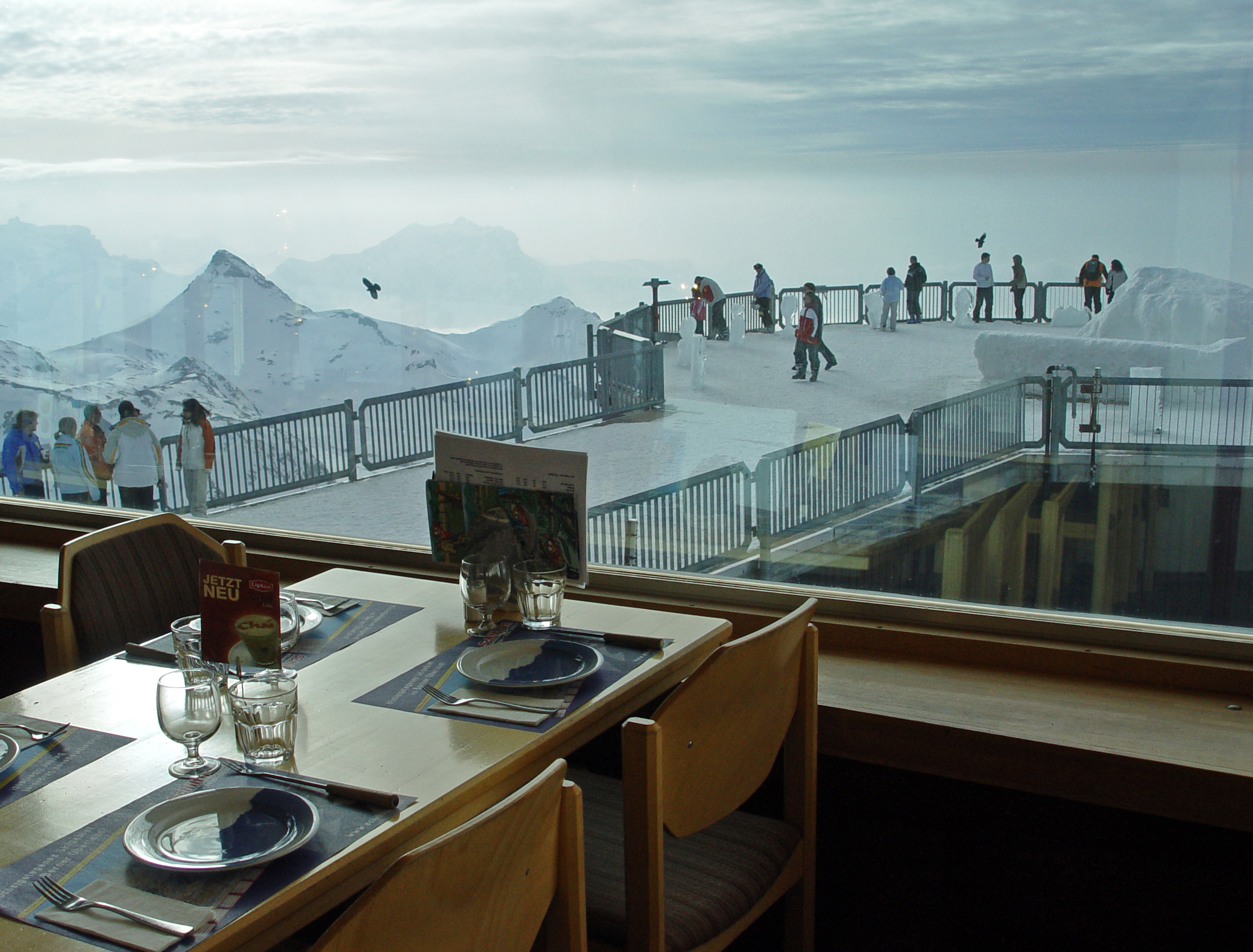
Taras widokowy

Piz Gloria – restauracja panoramiczna na szczycie góry Schilthorn niedaleko Mürren, w kantonie Berno, w Szwajcarii. Położona jest na wysokości 2970 m n.p.m.
Restauracja została wybudowana w latach 1963-1968, według projektu Konrada Wolfa. Ma 18 metrów średnicy i dokonuje pełnego obrotu w ciągu jednej godziny. Posiada 420 miejsc. Stwarza możliwość oglądania panoramy 360 stopni z ponad 200 szczytami górskimi Alp. Szczególne wrażenie robi widok na masyw Jungfrau, od którego oddziela nas głęboka dolina Lauterbrunnen. Częściowo widoczne w dole jest również Jezioro Thun.
Miejsce pojawiło się w filmie W tajnej służbie Jej Królewskiej Mości (ang. On Her Majesty's Secret Service), jako siedziba Ernsta Stavro Blofelda, przeciwnika Jamesa Bonda.